# Onthophagus parvulus
Onthophagus parvulus är en skalbaggsart som beskrevs av Fabricius 1798. Onthophagus parvulus ingår i släktet Onthophagus och familjen bladhorningar. Inga underarter finns listade i Catalogue of Life.